# Salon nautique international de Paris
 (mars 2014).
Le Salon nautique de Paris, aussi appelé « Nautic » ou " Salon Nautic ", est un salon annuel français organisé à Paris au parc des expositions de la porte de Versailles. Il dure neuf jours réparti sur deux week-ends et une semaine au début du mois de décembre.

## Organisation
Le Nautic compte une fréquentation annuelle d'environ 200 000 visiteurs (206 000 en 2017). Sont présentées les nouveautés nautiques de la saison à venir : 
- des bateaux à voile et à moteur, rigides et semi-rigides ainsi que tous leurs équipements et accessoires ;
- les sports de glisse : planche à voile, stand-up paddle, kitesurf, wing foil, canoë-kayak, ski nautique, wakeboard, etc. ;
- les services aux plaisanciers ;
- les opérateurs de location maritime et fluviale ;
- les destinations touristiques qui exposent l’offre présente dans leur territoire[1].

En 2021, pour sa 60e édition, c'était une vitrine composée de 785 exposants, 1 300 marques, 650 bateaux à voile et à moteur exposés sur 100 000 m2 qui a rassemblé 200 000 visiteurs, 4 500 professionnels du nautisme et 450 journalistes accrédités.

## Histoire
Le premier salon consacré aux bateaux à Paris s'est tenu au Grand Palais et sur les quais de Seine en 1926. Jusqu'au début des années 1960, la plaisance en France était réduite à un cercle assez fermé de pratiquants. Pourtant en 1962, sous l'impulsion de quelques passionnés comme J.P. Jouët, R. Mallard, B. Godefroy, J. Gaudin et C. Perretie qui créent le Syndicat national des constructeurs et négociants en matériel de navigation et de plaisance, un nouveau salon de la plaisance va se créer en 1962 au CNIT. Le bâtiment n'est alors qu'une bâtisse au milieu de l'immense champ de travaux qu'est le nouveau quartier d'affaires parisiens La Défense.
C'est ainsi que le premier salon nautique international de Paris va avoir lieu. C'est aussi en 1962 que les fondements de la Fédération des industries nautiques (FIN) vont voir le jour, mais c'est en 1964 que la FIN fut officiellement créée et que l'événement devient chaque année un peu plus important.
L'année 1964 sera également ce que beaucoup considère comme le véritable début de la démocratisation de la plaisance en France. Le navigateur Éric Tabarly sera le symbole et le vecteur de ce nouvel attrait pour le bateau avec sa première victoire dans la Transat anglaise. C'est d'ailleurs au salon nautique, en 1965, que le Général de Gaulle viendra d'une part le féliciter pour ce succès, d'autre part inaugurer le salon.
La première édition a rassemblé 58 000 visiteurs sur 23 000 m2. Des records de fréquentation sont ensuite atteints dans les années 1990 avec plus de 300 000 visiteurs, pour aujourd'hui se stabiliser dans un contexte économique un peu plus compliqué aux environs de 200 000 visiteurs.
Depuis 2010, le Nautic organise également le Nautic Paddle, une course de stand-up paddle sur la Seine, durant le premier dimanche du salon. Devenu au fil des années la plus grande course du genre au niveau mondial, le Nautic Paddle a accueilli, lors de sa dernière édition en 2021, 1000 participants dont 36̥ femmes, issus de 41 nationalités.
En 2022, l'événement, renommé Salon nautique en Seine avait attiré 152.000 visiteurs. L'édition de 2023 a été annulée. Celle de 2024 devait avoir lieu en octobre, mais a été reportée, puis annulée.